# Magius
Magius, cuyo nombre real es Diego Corbalán (Murcia, 13 de septiembre de 1981), es un ilustrador, dibujante y guionista murciano. Magius adoptó su pseudónimo en el año 2001, en recuerdo del ilustre monje miniaturista del siglo X d.c., Magius, el cual es una referencia medieval muy importante en su trabajo.
En 1998 se inicia en el mundo de los fanzines con un primer título: DD/DT, un fanzine de terror cómico estudiantil. El 10 de septiembre de 2001, ya firmando con el seudónimo Magius, nace el fanzine Black Metal. En 2012 Magius compila las mejores historietas de este fanzine en un tomo de doscientas páginas, publicado por su mini-editorial Fog Comix. Black Metal Comix narra en sus páginas las salvajes historias reales de bandas de black metal como Burzum, Mayhem , Beherit, Impaled Nazarene o Vlad Tepes, siempre en un tono de humor negro. A partir de 2012 realiza variados fanzines a todo color como Murcia, Clásicos Caninos o Hammon. Para editar todos estos fanzines ha ido alternando los seudónimos de Magius y Yo, Perro, usando este último para representar historias protagonizadas por personajes zoomorfos.
En 2014 funda junto al dibujante Matías Pérez (Mätt) una feria de auto-edición fanzinera en Murcia: Zorroclocos e Lobos, en donde participan dibujantes de cómic e ilustradores como Doctor Zombie, Javi Godoy, Joaquín Guirao, Akira Sanz, el colectivo Vesania, Nasty Franky y Fran Scythe, integrándose desde ese momento en el colectivo organizador. Actualmente Zorroclocos e Lobos es una de las ferias de auto-edición más importantes del estado español, celebrando dos ediciones al año, la primera en primavera y la segunda en otoño.
En la primavera de 2015 la editorial Entrecómics Cómics publica a Magius un álbum titulado Murcia, donde amplía la historia que ya apareció en un par de fanzines en 2013, de mismo título. Murcia es un tebeo donde la misma ciudad es la protagonista; una ciudad, una tierra y una huerta olvidadas, gobernadas en la sombra por una poderosa secta mafiosa, oculta bajo una serie de cofradías católicas. Murcia saca a la luz los aspectos pintorescos de las costumbres y tradiciones propias, desde una perspectiva diferente. En 2018 apareció un corto inspirado en el cómic, titulado Murcia y dirigido por Juan Alberto Miñarro y el propio Magius.
En abril de 2018 la editorial Autsaider Cómics le publica la novela gráfica El Método Gemini, una historia de mafiosos italoestadounidenses en el Nueva York de la década de los setenta, al más puro estilo Scorsese en Uno de los nuestros. Por esta obra fue uno de los finalistas en los Premios del Salón de Comic de Barcelona en su 37ª edición.
El 16 de julio de 2020 se publica en el mercado editorial la novela gráfica Primavera para Madrid, una crónica ficticia, pero casi periodística, inspirada en diversos casos de corrupción que han afectado a la monarquía española. Utilizando personajes ficticios, se toma la realidad como guía para explicar la fase más reciente de la historia de España, antes y después de la pandemia del Covid-19. Curiosamente, la publicación de la novela ha coincidido con la filtración a la prensa de los escándalos del rey Juan Carlos I, por su donación de 65 millones de euros a la princesa Corinna zu Sayn-Wittgenstein.

## Obra
- DD/DT (varios fanzines, 1998-1999).
- Black Metal (varios fanzines, 2001-2007).
- Black Metal Comix (libro recopilatorio, Fog Comix, 2012).
- El Oráculo del Triángulo Hipster (fanzine, Fog Comix, 2012).
- Murcia I (fanzine, Fog Comix, 2013).
- Murcia II (fanzine, Fog Comix, 2013).
- Oink! The Comix (fanzine, Fog Comix, 2014).
- Clásicos Caninos (fanzine, Fog Comix, 2014).
- La Philosophie dans le Boudoir (fanzine, Fog Comix, 2014).
- Hammon (fanzine, Fog Comix, 2014).
- Todo por la vasca (fanzine, Fog Comix, 2015).
- Murcia (álbum, Entrecómics Cómics, 2015).
- El Mago (fanzine, Fog Comix, 2015).
- Ehieh (fanzine, Fog Comix, 2016).
- América (fanzine, Fog Comix, 2016).
- Witchcraft (fanzine, Fog Comix, 2017).
- Porno Catalán (fanzine, Fog Comix, 2017).
- El Método Gemini (novela gráfica, Autsaider Cómics, 2018).
- Primavera para Madrid (novela gráfica, Autsaider Cómics, 2020).
- Black Metal (novela gráfica, Autsaider Cómics, 2025).